# Mocedades 4
Mocedades 4, oficialmente titulado Mocedades y también conocido como Eres tú, es el nombre del cuarto álbum del grupo español Mocedades. Fue lanzado al mercado en 1973. En él participan los 6 históricos de Mocedades. Es el primer álbum grabado por esa formación que duró muchos años. Respecto al disco anterior, abandonaron la formación Sergio Blanco, Estibaliz Uranga y Rafael Blanco, regresó José Ipiña y entró Carlos Zubiaga, el primer componente de Mocedades que no perteneció en su momento a Voces y guitarras.
El primer sencillo que se publicó de este álbum fue "Eres tú", canción con la que el grupo participó en el Festival de la Canción de Eurovisión de 1973 representando a España y obteniendo un segundo puesto y 125 puntos, que durante casi medio siglo fue la puntuación más alta que había conseguido España en el festival, hasta que les superó en 2022 Chanel con "SloMo" y 459 puntos, quedando no obstante un puesto por debajo.
Tres de los temas ("Rin Ron", "Mary Ann" y "Yesterday (it was a happy day)") fueron grabados en 1972, por tanto con la formación de 7 de entonces, que incluía a Sergio Blanco (solista principal en la canción "Yesterday (it was a happy day)"), Estibaliz Uranga y Rafael Blanco, y a la que aún no había entrado Carlos Zubiaga.

## Canciones
1. "Eres tú" (3:36)
2. "If you miss me from the back of the bus" (3:03)
3. "Recuerdos de mocedad" (3:01)
4. "I ask the Lord" (2:29)
5. "Rin Ron"  (2:53)
6. "Adiós amor" (3:02)
7. "Dime Señor"  (3:18)
8. "Mary Ann" (2:40)
9. "Himno"  (2:52)
10. "Yesterday (It was a happy day)" (2:50)